# Frank E. Hughes
Frank Edgar Hughes (* 14. Juni 1893 in Kern County, Kalifornien; † 26. April 1947) war ein US-amerikanischer Filmarchitekt, der 1946 für den Oscar für das beste Szenenbild nominiert war und den Oscar in dieser Kategorie bei der Oscarverleihung 1947 gewann.

## Leben
Hughes begann seine Laufbahn als Artdirector und Szenenbildner in der Filmwirtschaft Hollywoods 1927 bei dem Film Time To Love und wirkte bis 1947 an der szenischen Ausstattung von über zwanzig Filmen mit. 
Bei der Oscarverleihung 1946 war er zusammen mit James Basevi, William S. Darling und Thomas Little für den Oscar für das beste Szenenbild in dem Schwarzweißfilm Schlüssel zum Himmelreich (The Keys of the Kingdom, 1944), einem von John M. Stahl inszenierten Filmdrama mit Gregory Peck, Thomas Mitchell und Vincent Price in den Hauptrollen.
Gemeinsam mit Lyle R. Wheeler, Darling und Little gewann er den Oscar in dieser Kategorie 1947 für den Schwarzweißfilm Anna und der König von Siam (1946), einer auf dem gleichnamigen Roman von Margaret Landon basierenden Verfilmung von Regisseur John Cromwell mit Irene Dunne, Rex Harrison und Linda Darnell.

## Filmografie (Auswahl)
- 1927: Time To Love
- 1942: Quiet Please: Murder
- 1943: Coney Island
- 1943: Das Lied von Bernadette
- 1944: Das Rettungsboot
- 1944: Zu Hause in Indiana (Home in Indiana)
- 1945: Ein Baum wächst in Brooklyn
- 1945: Don Juan Quilligan
- 1946: If I’m Lucky
- 1947: The Brasher Doubloon

## Auszeichnungen
- 1947: Oscar für das beste Szenenbild in einem Schwarzweißfilm